# Myladi
Myladi (o Mayiladi) è una suddivisione dell'India, classificata come town panchayat, di 8.961 abitanti, situata nel distretto di Kanyakumari, nello stato federato del Tamil Nadu. In base al numero di abitanti la città rientra nella classe V (da 5.000 a 9.999 persone).

## Geografia fisica
La città è situata a 08° 09' 19 N e 77° 30' 38 E.

## Società

### Evoluzione demografica
Al censimento del 2001 la popolazione di Myladi assommava a 8.961 persone, delle quali 4.506 maschi e 4.455 femmine. I bambini di età inferiore o uguale ai sei anni assommavano a 946, dei quali 461 maschi e 485 femmine. Infine, coloro che erano in grado di saper almeno leggere e scrivere erano 6.460, dei quali 3.413 maschi e 3.047 femmine.